# Ilê Aiyê

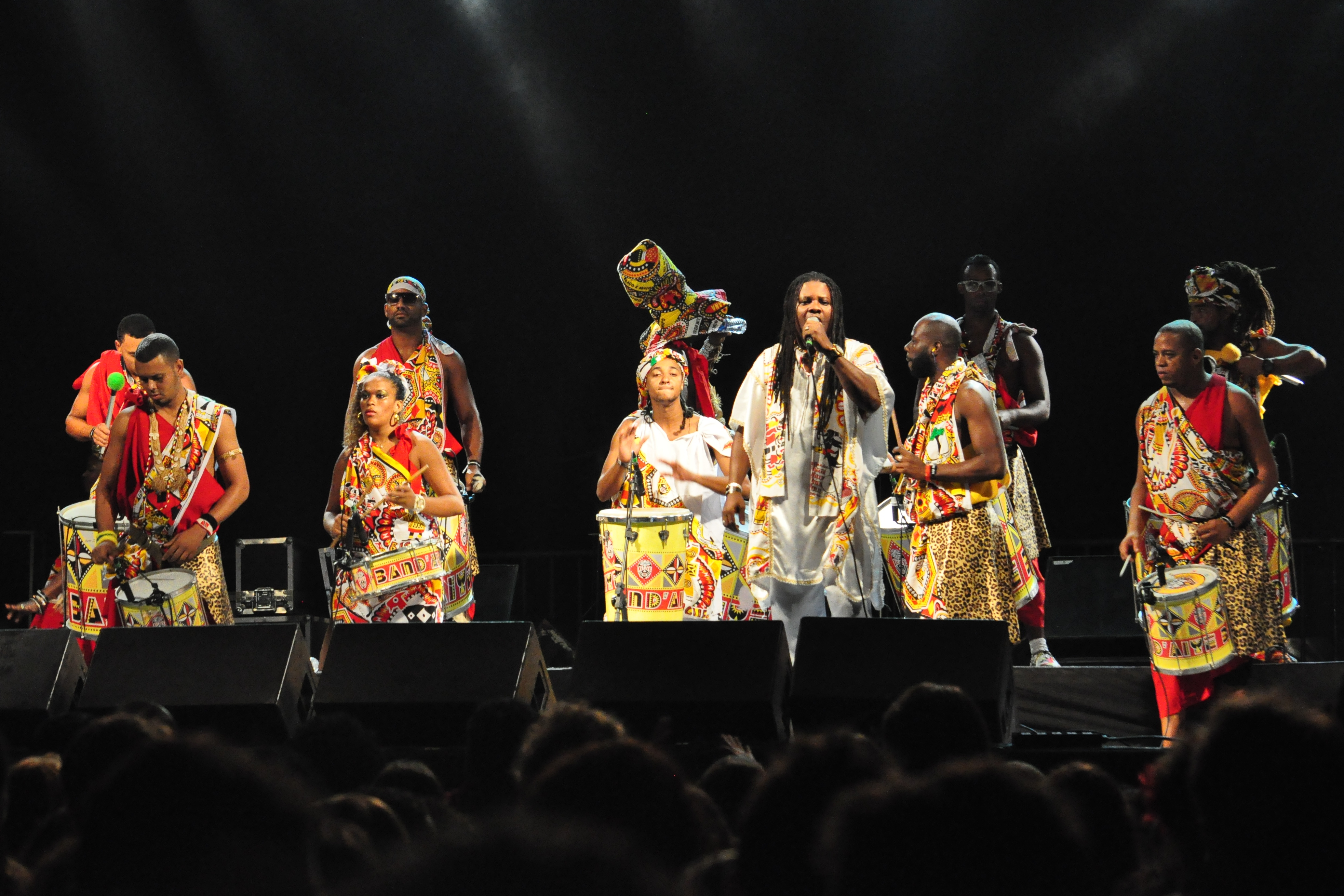
Ilê Aiyê in Belo Horizonte (2013).

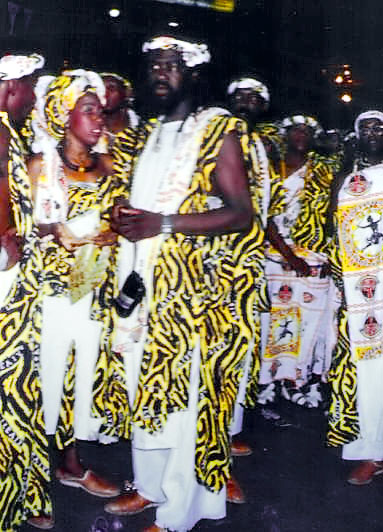
Mitglieder des bloco afro Ilê Ayê beim Karneval.

Die brasilianische Musik- und Kulturgruppe Ilê Aiyê (Yoruba für „die Welt“, auch: ilê für „Heimat“, aiyê für „für immer, in Ewigkeit“; die komplette Bezeichnung ist Associação Cultural Bloco Carnavalesco Ilê Aiyê) ist der älteste Bloco Afro (Afro-Block) in Salvador da Bahia. Beim Karneval spielt er mit etwa 3000 Mitgliedern und Gästen seine eigene Mischung aus afrikanischen und afrikanisch-brasilianischen Rhythmen, insbesondere seine musikalische „Signatur“, den Samba-Afro. Außerdem tritt eine kleinere Formation, die Band'Aiyê, ganzjährig bei Bühnenauftritten auch im Ausland auf.

## Geschichte

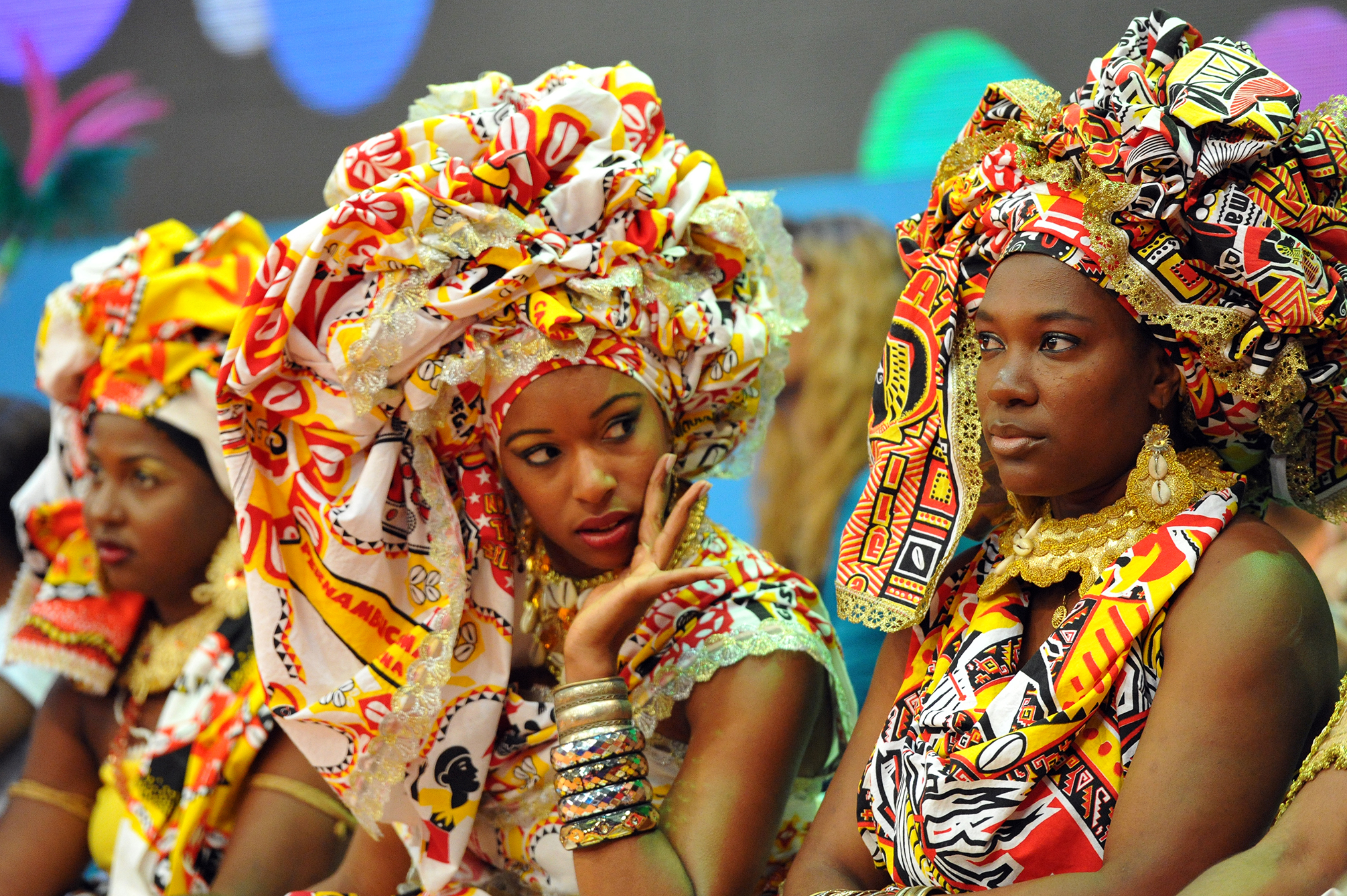
Ilê Aiyê (2011).

Ilê Aiyê wurde 1974 von den beiden Musikern Antônio Carlos dos Santos, genannt Vovô, und Apolônio in den Stadtteilen Curuzu und Liberdade gegründet, die als das größte zusammenhängende, ausschließlich von Menschen afrikanischer Abstammung bewohnte Siedlungsgebiet Amerikas gelten. Der Bloco (Block) nahm ausdrücklich auf das afrikanische Erbe Bezug und verband dies mit politischen Forderungen nach Gleichberechtigung der schwarzen Bevölkerung. Mit der Entscheidung, keine weißen Mitglieder aufzunehmen, löste Ilê Aiyê in Brasilien eine Diskussion über „schwarzen Rassismus“ aus und stieß bei der weißen Bevölkerung auf heftige Ablehnung. Zudem wurde der Verein von der konservativen Presse als „Bloco racista“ oder „Bloco do racismo“ bezeichnet. Zu dieser Zeit war die Afoxé-Gruppe Filhos de Gandhy die einzige Musikgruppe, die während des Karnevals afrobrasilianische Musik spielte.
Der Einfluss, den Ilê Aiyê auf das Musikleben Bahias ausübte, war jedoch bereits nach wenigen Jahren des Bestehens sehr groß: Die erste Teilnahme am Karneval 1975 löste eine Welle von Gründungen afrobrasilianischer Blocos aus. Um 1980 galt der Karneval von Salvador als komplett „afrikanisiert“.
Als Kulturverein ist Ilê Aiyê auch über die Musik hinaus aktiv. So bietet er neben einer eigenen Escola de Música e Percussão Banda Eré für die Vermittlung von Chorgesang und Trommeln für Kinder und Jugendliche auch Schneider- und Trommelbau-Werkstätten sowie berufliche Qualifizierungskurse, etwa als Elektriker oder in der Bedienung von PCs an. Früh wurde der Bloco von Gilberto Gil unterstützt, der ein Lied Ilê Aiyê komponierte. Die Geschichte von Ilê Aiyê wurde von dem Schriftsteller Antônio Risério in dem Buch Carnaval Ijexá beschrieben; viele andere Künstler der brasilianischen Musik wie etwa Margareth Menezes oder Daniela Mercury widmeten ihnen Lieder.

## Diskografie
- Ilê Aiyê, LP und CD, Polygram 1984 (selbst in Brasilien längst vergriffen)
- Ilê Aiyê, LP und CD, Sony 1989 (mit Caetano Veloso und Martinho da Vila als Gästen)
- Canto Negro, CD, Braziloid 1992 und Velas 1996
- 25 Anos, CD, Natasha Records/Sony 1999, produziert von Arto Lindsay (mit Milton Nascimento und Daúde als Gästen)